# トラバーダ

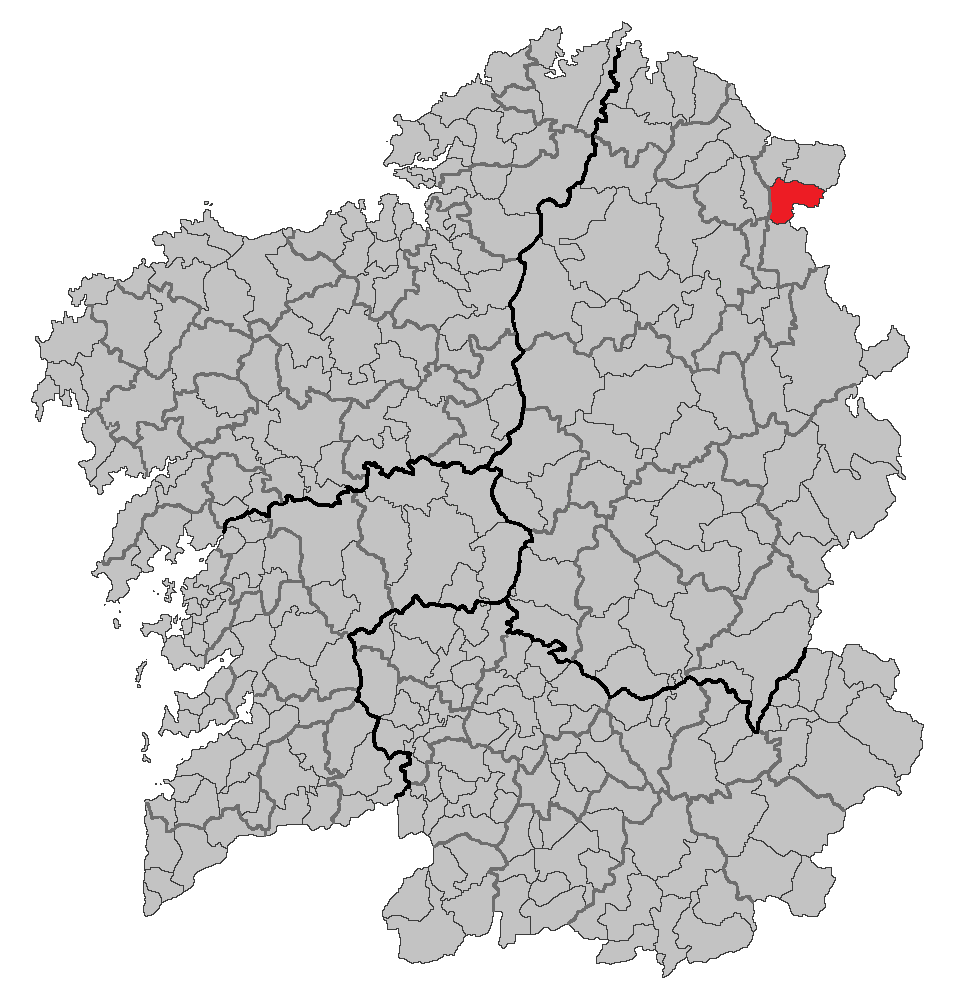

トラバーダ（Trabada）は、スペイン、ガリシア州、ルーゴ県の自治体、コマルカ・ダ・マリーニャ・オリエンタルに属す。ガリシア統計局によれば、2013年の人口は1,228人（2011年の人口は1,310人、2009年：1,392人、2006年:1,479人、2005年:1,504人、2004年:1,552人、2003年:1,579人）。住民呼称はtrabadés/-esa。
ガリシア語話者の自治体住民に占める割合は99.10％（2001年）。

## 地理
トラバーダはルーゴ県の北東部に位置し、コマルカ・ダ・マリーニャ・オリエンタルに属する。北はリバデオとバレイロスと、東はアストゥリアス州と、南はア・ポンテノーバと、西はロウレンサーとリオトルトと隣接している。
トラバーダはモンドニェード司法管轄区に属す。

### 人口
住民は8の教区の122の地区（集落）に居住する。
| トラバーダの人口推移 1900－2010                         |
|                                                         |
| 出典:INE（スペイン国立統計局）1900年 - 1991年、1996年 - |

## 政治
自治体首長はガリシア国民党（PPdeG）のホセ・マヌエル・ジャーネス・ヒンソ（José Manuel Yanes Ginzo）、自治体評議員は、ガリシア国民党：6、ガリシア社会党（PSdeG-PSOE）：2、ガリシア民族主義ブロック（BNG）：1となっている（2011年5月22日の自治体選挙結果、得票順）。
| 1999年6月13日自治体選挙 |        |        |          |
| 政党                    | 得票数 | 得票率 | 獲得議席 |
| PPdeG                   | 1,034  | 95.65% | 9        |

| 2003年5月25日自治体選挙 |        |        |          |
| 政党                    | 得票数 | 得票率 | 獲得議席 |
| PPdeG                   | 859    | 71.58% | 7        |
| PSdeG-PSOE              | 278    | 23.17% | 2        |
| BNG                     | 51     | 4.25%  | 0        |

| 2007年5月27日自治体選挙 |        |        |          |
| 政党                    | 得票数 | 得票率 | 獲得議席 |
| PPdeG                   | 606    | 52.70% | 5        |
| PSdeG-PSOE              | 366    | 31.83% | 3        |
| BNG                     | 168    | 14.61% | 1        |

| 2011年5月22日自治体選挙 |        |        |          |
| 政党                    | 得票数 | 得票率 | 獲得議席 |
| PPdeG                   | 605    | 61.17% | 6        |
| PSdeG-PSOE              | 243    | 24.57% | 2        |
| BNG                     | 126    | 12.74% | 1        |

## 教区
トラバーダは8の教区に分けられる。
- ア・フォルネア（サント・エステーボ）
- ア・リア・デ・アブレス（サンティアーゴ）
- サンテ（サン・シアーオ）
- トラバーダ（サンタ・マリーア）
- ア・バルボーア（サンタ・マリーア・マダレーナ）
- ビダル（サン・マテーオ）
- ビラフォルマン（サン・ショアン）
- ビラペーナ（サンティアーゴ）